# Asociación Mundial de Psiquiatría

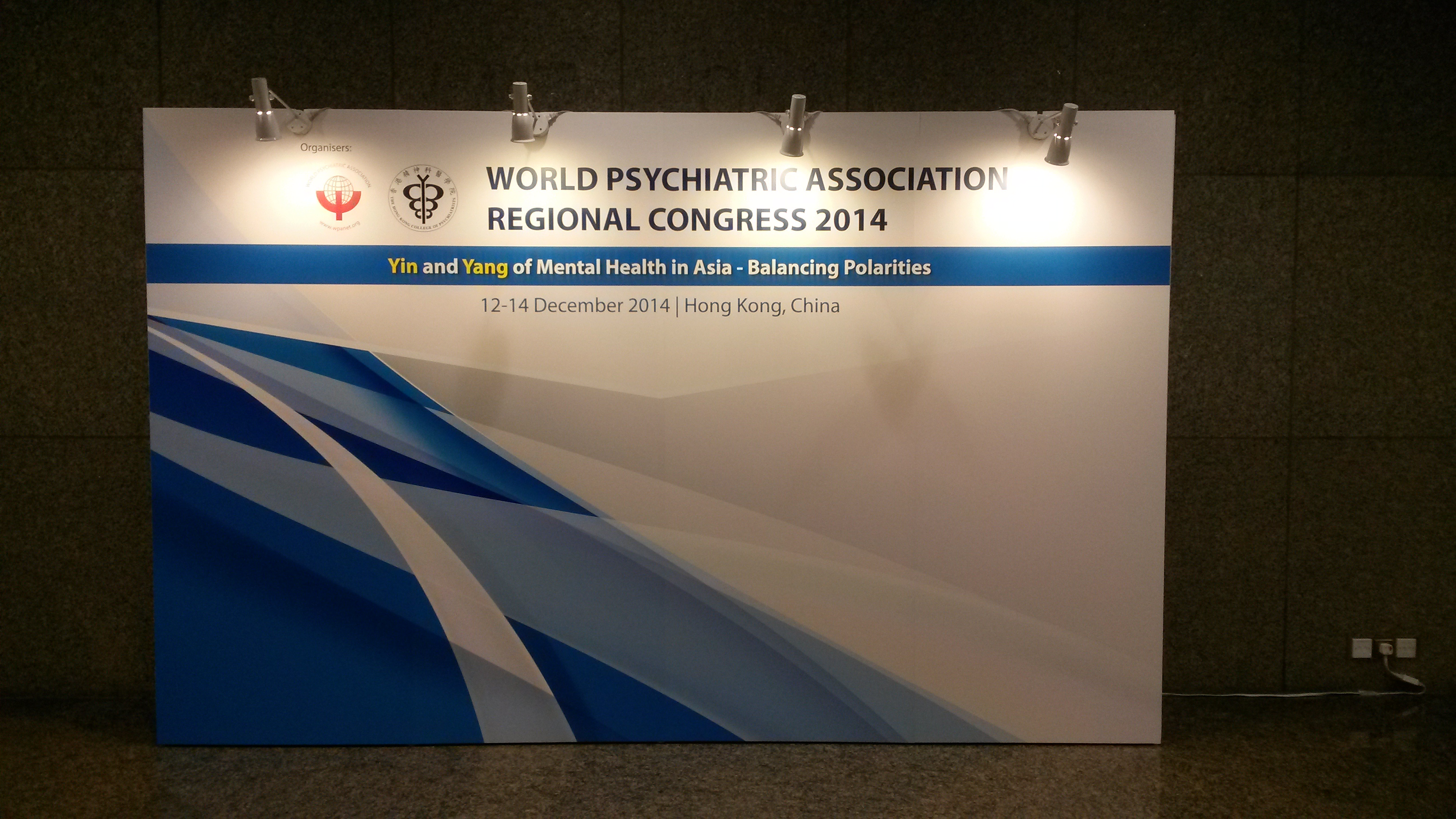
Congreso regional de la Asociación Mundial de Psiquiatría 2014

La Asociación Mundial de Psiquiatría (AMP) (WPA) es una organización internacional que agrupa a sociedades psiquiátricas.

## Objetivos y metas
Originalmente creada para organizar congresos mundiales de psiquiatría, ha evolucionado para celebrar reuniones regionales, promover la formación profesional y establecer normas éticas, científicas y de tratamiento para la psiquiatría.

## Historia
Jean Delay fue el primer presidente de la Asociación para la Organización de Congresos Mundiales de Psiquiatría cuando se inició en 1950. Donald Ewen Cameron se convirtió en presidente de la Asociación Mundial de Psiquiatría en su fundación formal en 1961.
En febrero de 1983, la Sociedad Soviética de Neurólogos y Psiquiatras de la Unión Soviética renunció a la Asociación Mundial de Psiquiatría. Esta renuncia se produjo como una acción preventiva en medio de un movimiento para expulsar al organismo soviético de la organización global debido al abuso político de la psiquiatría en la Unión Soviética. El organismo soviético fue readmitido condicionalmente en la Asociación Mundial de Psiquiatría en 1989, tras algunas mejoras en las condiciones de derechos humanos y un intenso debate entre los delegados de la asociación, en el que el secretario interino de la delegación soviética emitió una declaración en la que reconocía que "las condiciones políticas anteriores en la URSS crearon un entorno en el que se produjeron abusos psiquiátricos, incluso por razones no médicas".
A 1  de octubre de  2023 Danuta Wasserman es presidenta, y Thomas G. Schulze es presidente electo.
| Año  | Congreso Mundial         | Presidente              | Presidente          | Secretario General        | Secretario General |
| Año  | Congreso Mundial         | Nombre                  | País                | Nombre                    | País               |
| ---- | ------------------------ | ----------------------- | ------------------- | ------------------------- | ------------------ |
| 1950 | París, Francia           | Retraso de Jean         | Francia             | Henry Ey                  | Francia            |
| 1957 | Zúrich, Suiza            | Retraso de Jean         | Francia             | Henry Ey                  | Francia            |
| 1961 | Montreal, Canadá         | D. Ewen Cameron         | Canadá              | Henry Ey                  | Francia            |
| 1966 | Madrid, España           | Juan J. López-Ibor      | España              | Denis Leigh               | Reino Unido.       |
| 1972 | Ciudad de México, México | Howard Roma             | Estados Unidos      | Denis Leigh               | Reino Unido.       |
| 1977 | Hawái, EE. UU.           | Pierre Pichot           | Francia             | Peter Berner              | Austria            |
| 1983 | Viena, Austria           | Costas Stefanis         | Grecia              | Fini Schulsinger          | Dinamarca          |
| 1989 | Atenas, Grecia           | Jorge A. Costa e Silva  | Brasil              | Juan J. López-Ibor, Jr.   | España             |
| 1993 | Río de Janeiro, Brasil   | Felice Lieh-Mak         | Ciudad de Hong Kong | Juan J. López-Ibor, Jr.   | España             |
| 1996 | Madrid, España           | Norman Sartorius        | Suiza               | Juan Mezzich              | Estados Unidos     |
| 1999 | Hamburgo, Alemania       | Juan J. López-Ibor, Jr. | España              | Juan Mezzich              | Estados Unidos     |
| 2002 | Yokohama, Japón          | Ahmed Okasha            | Egipto              | John Cox                  | Reino Unido.       |
| 2005 | El Cairo, Egipto         | Juan Mezzich            | Estados Unidos      | John Cox                  | Reino Unido.       |
| 2008 | Praga, República Checa   | Mario Maj               | Italia              | Levent Kuey               | Turquía            |
| 2011 | Buenos Aires, Argentina  | Pedro Ruiz              | Estados Unidos      | Levent Kuey               | Turquía            |
| 2014 | Madrid, España           | Dinesh Bhugra           | Reino Unido.        | Roy Abraham Kallivayalil  | India              |
| 2017 | Berlín, Alemania         | Helen Herrman           | Australia           | Roy Abraham Kallivayalil  | India              |
| 2020 | Virtual                  | Afzal Javed             | Reino Unido         | Petr Morozov (hasta 2022) | Rusia              |
| 2023 | Viena, Austria           | Danuta Wasserman        | Suecia              | Saul Levin                | Estados Unidos     |

## Estructura
A 1  de enero de  2016 los miembros institucionales de la Asociación Mundial de Psiquiatría son 145 sociedades psiquiátricas nacionales en 121 países, que representan a más de 250.000 psiquiatras en todo el mundo. Las sociedades están agrupadas en 18 zonas y cuatro regiones: América, Europa, África y Oriente Medio, y Asia y Australasia. Los representantes de las sociedades constituyen la Asamblea General de la Asociación Mundial de Psiquiatría, el órgano de gobierno de la organización. La asociación también cuenta con miembros individuales y existen disposiciones para la afiliación de otras asociaciones (por ejemplo, aquellas que se ocupan de un tema particular de la psiquiatría). Hay 66 secciones científicas.

## Publicaciones
La publicación oficial de la asociación es World Psychiatry. World Psychiatry, junto con los libros oficiales de la asociación, se publican a través de Wiley-Blackwell. La WPA también autopublica un boletín trimestral en su sitio web..
Varias secciones científicas de la WPA tienen sus propias revistas y boletines oficiales:
Revistas 
Activitas Nervosa Superior (Sección de Electrofisiología Psiquiátrica) 
Archivos de Salud Mental de la Mujer (Sección de Salud Mental de la Mujer)  
Historia de la psiquiatría (Sección de Historia de la psiquiatría)
Idee in Psichiatria (Sección de Ecología, Psiquiatría y Salud Mental)
Revista Internacional de Salud Mental (Sección de Rehabilitación Psiquiátrica)
Revista de Trastornos Afectivos (Sección Trastornos Afectivos)
Revista de investigación sobre discapacidad intelectual (sección de psiquiatría de la discapacidad intelectual)
Revista de política y economía de la salud mental (sección de economía de la salud mental)
Personalidad y salud mental (Sección de Trastornos de la Personalidad)
Psiquiatría en Medicina General (Sección de Salud Mental Rural)
Psicopatología (Sección de Clasificación, Evaluación Diagnóstica y Nomenclatura; Sección de Psicopatología Clínica)
Revista de Psicotrauma (Sección de Psiquiatría de Desastres)
Revue Francophone du Stress et du Trauma (Sección de Psiquiatría de Desastres)
Psiquiatría Transcultural (Sección de Psiquiatría Transcultural)
Boletines informativos
Sección de Arte y Psiquiatría (Sección de Psicopatología de la Expresión)  
Psiquiatría del niño y del adolescente 
Psiquiatras en el inicio de su carrera 
Psique y espíritu (Sección sobre religión, espiritualidad y psiquiatría) 
Sección Consecuencias Psicológicas de la Tortura y la Persecución 
Sección de Psicoterapia 
Sanador del Mundo (Sección de Psiquiatría Transcultural)  
WPA eReview ( boletín electrónico trimestral de WPA )

## Actividades
La asociación ha ayudado a establecer un código de ética profesional para psiquiatras. La asociación también ha investigado las acusaciones relacionadas con el trato de China hacia el Falun Gong.